# 서부콜롬비아쌀쥐
서부콜롬비아쌀쥐(Nephelomys pectoralis)는 비단털쥐과 톰스쌀쥐속에 속하는 설치류이다. 모식산지는 해발 3,150m의 콜롬비아 카우카 주 포파얀에서 서쪽으로 64km 떨어진 지역이다. 미국 동물학자 알렌(Joel Asaph Allen)이 코르디예라 옥시덴탈 산맥의 몇몇 지역에서 수집한 122점의 표본에 기초하여 1912년에 처음 기술했다. 알렌은 쌀쥐속(Oryzomys)의 Oryzomys pectoralis으로 분류했지만, 나중에 톰스쌀쥐(Oryzomys albigularis)에 속하는 종으로 강등시켰다. 2006년에 톰스쌀쥐 분류군에 속하는 종들이 새로운 톰스쌀쥐속(Nephelomys)으로 옮겨졌을 때, 서부콜롬비아쌀쥐도 별도의 종으로 동정되었다.
서부콜롬비아쌀쥐는 다양한 톰스쌀쥐속 종들보다 크지만, 산타마르타쌀쥐(N. maculiventer)보다는 작다. 등 쪽은 누르스름한 갈색이고 옆구리를 독특한 노랑선이 나 있다. 더 어린 표본은 등 쪽에 검은 털이 산재해 있다. 등 쪽 털은 피부 쪽은 회색이고 끝 쪽은 희지만, 일정하지 않은 크기의 가슴 쪽 부분 털은 순백색이다. 배 쪽은 나이가 들면서 희미해진다. 귀는 짙은 갈색이고 털이 거의 없다. 꼬리는 회색빛 갈색이고, 윗면과 아랫면은 거의 차이가 없다. 뒷발은 얇고 희미한 털로 덮여 있다. 어린 개체들은 짙은 갈색부터 거무스레한 색을 띠며, 가슴 쪽의 아주 섬세한 흰 반점을 제외하고는 배 쪽은 짙은 갈색이다. 41점의 표본에서, 전체 몸길이는 300~330mm이고 꼬리를 제외한 몸길이는 136~166mm이며 뒷발은 33.5~38mm, 두개골 길이는 34~37mm이다.